# Viktor Sidyak
Viktor Sidyak (né le 21 novembre 1943 à Anjero-Soudjensk) est un ancien escrimeur soviétique qui fut champion olympique.

## Palmarès
- Champion olympique individuel au sabre en 1972 (Munich), 3e en 1976 (Montréal)
- Champion olympique par équipe en 1968 (Mexico), 1976 et 1980 (Moscou), 2e en 1972.
- Champion du monde individuel en 1969 (La Havane), 2e en 1973, 3e en 1971 et 1974.
- Champion du monde par équipe en 1970,1971,1974 et 1975.
- Vainqueur de la coupe du monde en 1972 et 1973.

## Caractéristiques techniques et tactiques
Sur le plan technique, Viktor Sidyak était un pur produit de l'école de sabre de l'Union soviétique, laquelle, sous la houlette de grands maîtres d'armes tels David Tysler ou Marc Rakita, formait des sabreurs à la technique épurée et sobre mais d'une efficacité redoutable, et ce, particulièrement dans le jeu en seconde intention se concrétisant par exemple dans l'usage des parades-ripostes où Viktor Sidyak était unanimement reconnu à son époque, comme l'un des meilleurs spécialistes, et peut-être même le meilleur, n'échouant que rarement dans cet exercice. À l'instar de ses coéquipiers de la mythique équipe de sabre d'Union soviétique des années 1970-1980, comme Mikhael Burtzev, Viktor Krovopuskov, Vladimir Nazlimov, Edouard Vinokourov et Sergueï Aliokhine, il maîtrisait avec une quasi-perfection la technique en mouvement grâce à une puissance statique et explosive du train inférieur, ainsi qu'une maîtrise technique supérieure dans l'utilisation des appuis avec encore cette sobriété qui est la marque déposée des escrimeurs russes. Capable d'un équilibre apparemment imperturbable dans toutes les situations, il se caractérisait également par des accélérations autant fulgurantes qu'inopinées. 
Sur le plan tactique, comme tous les autres sabreurs russes, c'est donc le jeu fondé à partir de la seconde intention qui primait, avec une dominance dans l'usage de parades-ripostes, des contretemps, des attaques sur la préparation et sur le retour en garde de l'adversaire. Mais Sikyak excellait aussi dans l'offensive pure et la défensive. Son caractère parfois ombrageux sur la piste où il était craint par de nombreux adversaires, était trompeur quant à la finesse et la subtilité de son intelligence tactique.